# Ізабелла Ґордон
Ізабелла Ґордон, або Ізабелла Гордон DSc OBE FZS FLS (1901—1988) — шотландська вчена у галузях зоології та морської біології, спеціалізувалася на карцинології та була експертом з крабів і морських павуків. Працювала в Музеї природознавства (Лондон). Нагороджена Орденом Британської імперії (1961), член Лондонського Ліннеївського товариства та Зоологічного товариства Лондона.

## Раннє життя та освіта
Ґордон народилася в Кіті, Шотландія, 18 травня 1901 року, був старшою дитиною Марґарет (уроджена Лемб) і Джеймса Ґордонів. Вона відвідувала гімназію Кіта, перш ніж вступити до Абердинського університету в 1918 році. Маючи обмежені кошти для продовження своєї освіти, вона зайняла посаду студента-демонстратора з зоології . Закінчила університет з бакалавром зоології. Вона також закінчила навчання з викладання початкових і природничих наук у Абердинському педагогічному коледжі. У 1923 році вона була нагороджена стипендією Кілґура і вивчала альціонарію. Потім вона отримала стипендію до аспірантури в Імперському коледжі, яку закінчила докторатом філософії з ембріології голкошкірих. Вона продовжила дослідження голкошкірих у Сполучених Штатах як на морській станції Гопкінса Стенфордського університету, так і в Єльському університеті. У 1928 році отримала ступінь доктора наук в Абердинському університеті.

## Праця та професійні асоціації
Під час навчання в Єльському університеті Вільям Томас Калман, хранитель зоології Музею природної історії в Лондоні, запропонував їй місце в музеї. Вона повернулася до Великої Британії і в листопаді 1928 року і зайняла посаду помічника охоронця (2-го класу), відповідального за відділ ракоподібних. Ґордон була першою жінкою, яка була призначена штатним постійним співробітником музею. У 1937 р. секція ракоподібних була розділена на дві частини; Дж. П. Гардінґ очолив відділ нижчих ракоподібних, а Ґордон керувала відділом вищих ракоподібних як головний науковий співробітник. За час перебування в музеї вона опублікувала багато статей і книг і описала численні зразки крабів, які їй надсилали з усього світу.
Вона була співробітником і членом ради (1950—1953) Ліннеївського товариства та членом його кураторської ради до 1981 року. Вона також була членом Лондонського зоологічного товариства. У 1960 році вона стала одним із перших членів редакційної ради рецензованого журналу Crustaceana .

## Візит до Японії та зустріч з Хірохіто
У квітні 1961 року з нагоди 60-річчя імператора Хірохіто Ґордон отримала запрошення провести кілька тижнів у Японії за підтримки японської газети Yomiuri Shimbun. 5 квітня її запросили до лабораторій Імператорського двору, де вона мала неформальну аудієнцію у Імператора, так само захопленого морського біолога. Візит приніс Ґордон велике задоволення, і вона зберегла зв'язок зі своїми японськими колегами до кінця життя.

## Гумор і лімерики
Ґордон славилась почуттям гумору і була прихильником лімериків. У 1958 році вона опублікувала рецензію на книгу Сьюінґа «Anatomie und Histologie von Thermosbaena mirabilis» під назвою «Теплолюбна креветка з Тунісу». Назва надихнула доктора А. Дж. Бейтмана надіслати їй такий лімерик:
Теплолюбна креветка з Тунісу
Так рече: як я змерзну, то лізу
у ямку на дні,
Палю вугля три дні
І нікому так тепло, як тепло мені
На що вона відповіла
Ця ідея О'Кей, та Аплісія
Що римується з словом «Тунісія»
Я, як шкот і пурист
Ну не маю той хист
Щоб усе зримувати в кінці на «Туніс»

## Подальше життя
Вона пішла з Музею природознавства в 1966 році і зберегла кабінет у секції ракоподібних, який вона ділила з доктором Сідні Ментон, і продовжувала працювати в музеї приблизно до 1971 року. У 1983 році вона перенесла інсульт, внаслідок якого вона була частково паралізована. У 1987 році вона переїхала з Лондона, щоб жити з родиною свого племінника доктора Джона Ґордона в Карлайлі. Її здоров'я погіршилося після операції на катаракту в березні 1988 року, і вона померла 11 травня 1988 року.
У некролозі голландський карцинолог Ліпке Голтгуйс назвав її Найстаршою Ґранд-Дамою Карцинології (The Grand Old Lady of Carcinology).